# Allen Foster Cooper
Allen Foster Cooper (* 16. Juni 1862 in Franklin, Fayette County, Pennsylvania; † 20. April 1917 in Uniontown, Pennsylvania) war ein US-amerikanischer Politiker. Zwischen 1903 und 1911 vertrat er den Bundesstaat Pennsylvania im US-Repräsentantenhaus.

## Werdegang
Allen Cooper besuchte die öffentlichen Schulen seiner Heimat und danach bis 1882 die State Normal School in California. Anschließend absolvierte er im Jahr 1883 das Mount Union College in Alliance (Ohio). In der Folge unterrichtete er als Lehrer. Nach einem Jurastudium an der University of Michigan in Ann Arbor und seiner im Dezember 1888 erfolgten Zulassung als Rechtsanwalt begann er in Uniontown in diesem Beruf zu arbeiten. Gleichzeitig schlug er als Mitglied der Republikanischen Partei eine politische Laufbahn ein.
Bei den Kongresswahlen des Jahres 1902 wurde Cooper im 23. Wahlbezirk von Pennsylvania in das US-Repräsentantenhaus in Washington, D.C. gewählt, wo er am 4. März 1903 die Nachfolge von William Harrison Graham antrat. Nach drei Wiederwahlen konnte er bis zum 3. März 1911 vier Legislaturperioden im Kongress absolvieren. Nach seiner Zeit im US-Repräsentantenhaus praktizierte Cooper wieder als Anwalt. Er starb am 20. April 1917 in Uniontown, wo er auch beigesetzt wurde.